# Yumin Abbadini
Yumin Abbadini (Bérgamo, 6 de mayo de 2001) es un deportista italiano que compite en gimnasia artística.
Ganó cinco medallas en el Campeonato Europeo de Gimnasia Artística entre los años 2022 y 2025. Participó en los Juegos Olímpicos de París 2024, ocupando el sexto lugar en la prueba de equipo.

## Palmarés internacional
| Campeonato Europeo | Campeonato Europeo | Campeonato Europeo | Campeonato Europeo   |
| Año                | Lugar              | Medalla            | Prueba               |
| ------------------ | ------------------ | ------------------ | -------------------- |
| 2022               | Múnich (Alemania)  | Medalla de plata   | Concurso por equipos |
| 2023               | Antalya (Turquía)  | Medalla de oro     | Concurso por equipos |
| 2024               | Rímini (Italia)    | Medalla de bronce  | Concurso individual  |
| 2024               | Rímini (Italia)    | Medalla de bronce  | Concurso por equipos |
| 2025               | Leipzig (Alemania) | Medalla de bronce  | Concurso por equipos |